# SR-16435
SR-16435是一种含氮有机化合物，化学式C22H30N2O，能作为μ-阿片受体与痛敏素受体的部分激动剂。